# ليفينيو
ليفينيو (بالإيطالية: Livigno)‏ هي بلدة تتبع مقاطعة سوندريو في منطقة لومبارديا من إيطاليا و تقع في جبال الألب الإيطالية.

## المناخ
يظهر الجدول التالي التغييرات المناخية على مدار السنة لليفينيو:
| البيانات المناخية لـليفينيو       | البيانات المناخية لـليفينيو | البيانات المناخية لـليفينيو | البيانات المناخية لـليفينيو | البيانات المناخية لـليفينيو | البيانات المناخية لـليفينيو | البيانات المناخية لـليفينيو | البيانات المناخية لـليفينيو | البيانات المناخية لـليفينيو | البيانات المناخية لـليفينيو | البيانات المناخية لـليفينيو | البيانات المناخية لـليفينيو | البيانات المناخية لـليفينيو | البيانات المناخية لـليفينيو |
| الشهر                             | يناير                       | فبراير                      | مارس                        | أبريل                       | مايو                        | يونيو                       | يوليو                       | أغسطس                       | سبتمبر                      | أكتوبر                      | نوفمبر                      | ديسمبر                      | المعدل السنوي               |
| --------------------------------- | --------------------------- | --------------------------- | --------------------------- | --------------------------- | --------------------------- | --------------------------- | --------------------------- | --------------------------- | --------------------------- | --------------------------- | --------------------------- | --------------------------- | --------------------------- |
| الدرجة القصوى °م (°ف)             | 2 (36)                      | 1 (34)                      | 5 (41)                      | 12 (54)                     | 18 (64)                     | 23 (73)                     | 23 (73)                     | 23 (73)                     | 20 (68)                     | 17 (63)                     | 9 (48)                      | 2 (36)                      | 23 (73)                     |
| متوسط درجة الحرارة الكبرى °م (°ف) | −5.9 (21.4)                 | −5.0 (23.0)                 | −1.8 (28.8)                 | 1.6 (34.9)                  | 6.6 (43.9)                  | 12.0 (53.6)                 | 14.8 (58.6)                 | 14.8 (58.6)                 | 9.8 (49.6)                  | 4.4 (39.9)                  | −1.0 (30.2)                 | −4.9 (23.2)                 | 3.8 (38.8)                  |
| المتوسط اليومي °م (°ف)            | −10.0 (14.0)                | −9.6 (14.7)                 | −5.7 (21.7)                 | −1.3 (29.7)                 | 3.7 (38.7)                  | 8.9 (48.0)                  | 11.3 (52.3)                 | 11.1 (52.0)                 | 6.2 (43.2)                  | 0.8 (33.4)                  | −4.3 (24.3)                 | −8.5 (16.7)                 | 0.2 (32.4)                  |
| متوسط درجة الحرارة الصغرى °م (°ف) | −14.1 (6.6)                 | −14.1 (6.6)                 | −9.6 (14.7)                 | −4.1 (24.6)                 | 0.9 (33.6)                  | 5.9 (42.6)                  | 7.8 (46.0)                  | 7.3 (45.1)                  | 2.6 (36.7)                  | −2.8 (27.0)                 | −7.6 (18.3)                 | −12.2 (10.0)                | −3.3 (26.1)                 |
| أدنى درجة حرارة °م (°ف)           | −35 (−31)                   | −33 (−27)                   | −29 (−20)                   | −23 (−9)                    | −12 (10)                    | −6 (21)                     | −5 (23)                     | −4 (25)                     | −11 (12)                    | −24 (−11)                   | −37 (−35)                   | −37 (−35)                   | −37 (−35)                   |
| معدل هطول الأمطار مم (إنش)        | 106.7 (4.20)                | 122.7 (4.83)                | 133.9 (5.27)                | 205.1 (8.07)                | 247.8 (9.76)                | 270.6 (10.65)               | 274.5 (10.81)               | 128.9 (5.07)                | 178.4 (7.02)                | 125.0 (4.92)                | 171.1 (6.74)                | 121.0 (4.76)                | 2٬085٫7 (82.11)             |
| متوسط تساقط الثلوج سم (إنش)       | 85.8 (33.8)                 | 99.6 (39.2)                 | 106.7 (42.0)                | 140.6 (55.4)                | 102.0 (40.2)                | 47.6 (18.7)                 | 9.3 (3.7)                   | 10.7 (4.2)                  | 49.2 (19.4)                 | 68.4 (26.9)                 | 128.0 (50.4)                | 95.5 (37.6)                 | 943.6 (371.5)               |
| متوسط الأيام الممطرة              | 4.1                         | 4.1                         | 6.0                         | 10.2                        | 19.0                        | 24.9                        | 26.8                        | 25.7                        | 17.0                        | 10.7                        | 4.6                         | 3.8                         | 156.8                       |
| متوسط الأيام المثلجة              | 18.4                        | 20.3                        | 22.0                        | 22.4                        | 17.4                        | 8.1                         | 2.3                         | 2.7                         | 8.0                         | 12.8                        | 16.2                        | 17.1                        | 167.9                       |
| متوسط الرطوبة النسبية (%)         | 94.8                        | 94.6                        | 97.0                        | 96.0                        | 90.0                        | 83.8                        | 82.0                        | 82.6                        | 85.1                        | 87.2                        | 91.1                        | 90.7                        | 89.6                        |
| المصدر: World Weather Online      |                             |                             |                             |                             |                             |                             |                             |                             |                             |                             |                             |                             |                             |

## السكان
في سنة 1861 بلغ عدد السكان 792 نسمة، وتطور العدد ليصل في سنة 2011 لـ 5٬976 نسمة.
يظهر هذا المخطط البياني تطور النمو السكاني لـ ليفينيو

## أعلام
- جيجي جالي